# رابرت الدرفیلد
رابرت الدرفیلد (انگلیسی: Robert Elderfield؛ ۳۰ مهٔ ۱۹۰۴ – ۱۰ دسامبر ۱۹۷۹) یک دانشمند در زمینه شیمی‌دان اهل ایالات متحده آمریکا بود.